# Im Labyrinth der Lügen
Im Labyrinth der Lügen ist eine deutsche Animationsserie, welche von Mideu Films, Denver MP und Beside Productions produziert und erstmals am 8. September 2024 ausgestrahlt wurde.

## Handlung
Die Serie spielt im Jahr 1985 in Ostberlin. Die Eltern des zwölfjährigen Paul wurden beim Verlassen der DDR abgefangen und in den Westen abgeschoben. Es stellt sich ihm die Frage, ob er diese je wiedersehen wird. Sein Onkel und seine Oma wollen ihn mit seinen Eltern wieder zusammenbringen, doch nicht einmal Paul selbst darf davon wissen. Stattdessen wurde ihm vom Ischtar-Tor erzählt. Dann kommt die neue Mitschülerin Millie.

## Produktion
Die Serie wurde anlässlich des 35-jährigen Jubiläums des Mauerfalls vom KIKA und ZDF in Auftrag gegeben und ist als Mischung aus Detektiv- und Spionagegeschichte und einer Mysteryserie angelegt. Sie basiert auf dem gleichnamigen Kinderbuch von Ute Krause. Die Produktion übernahmen Mideu Films und Beside Productions, Regie führte Theresa Strozyk.

## Synchronisation
Die Deutsche Synchronfassung entstand bei der digital images GmbH in Halle. Für das Dialogbuch und die Synchronregie war Petra Barthel verantwortlich.
| Rolle                       | deutscher Sprecher        |
| --------------------------- | ------------------------- |
| Paul Fährmann               | Laurent Amadeus Nickolaus |
| Milena "Millie" Schonriegel | Matilda Bock              |
| Oma Liese                   | Ute Loeck                 |
| Onkel Henry                 | Christoph Drobig          |
| Klara                       | Elena Maria Pia Lorenzon  |
| Prof. Hartwig               | Thomas Dehler             |

## Episodenliste
| Nummer | Titel                  | Erstausstrahlung |
| 1      | Der rätselhafte Brief  | 08.09.2024       |
| 2      | Schatten im Museum     | 08.09.2024       |
| 3      | Ischtars Geheimnis     | 08.09.2024       |
| 4      | Die Stasi greift ein   | 15.09.2024       |
| 5      | Der Verrat             | 15.09.2024       |
| 6      | Gefährliche Botengänge | 22.09.2024       |
| 7      | Der falsche Professor  | 22.09.2024       |
| 8      | Das Verhör             | 29.09.2024       |
| 9      | Jenseits der Mauer     | 29.09.2024       |

## Veröffentlichung
Die neunteilige Animationsserie steht seit dem 5. September 2024 in der ZDFmediathek zum Abruf. Ab dem 8. September 2024 wurde sie auf KiKA ausgestrahlt und konnte zusätzlich im KiKA-Player gestreamt werden.

## Kritiken
"Gelungen ist hier eine starke Verbildlichung der Buchvorlage, stellenweise richtig packend erzählt", urteilt Matthias Hannemann in der FAZ.